# Meinl Percussion
Meinl Percussion es una empresa fabricante de platillos y otros instrumentos de percusión, con sede en Gutenstetten, Alemania. Su marca principal es Meinl. Fue fundada en 1951 por Roland Meinl. 
Son conocidos por sus congas en fibra de vidrio y gongs de contrachapado, probando su efectividad en el mundo musical.
Meinl, junto con Paiste, es uno de los dos fabricantes más importantes de Europa, dando un timbre más "europeo" a sus productos, derivado de sus técnicas de elaboración de Turquía, en lugar de China; aun así, este sonido tiene más consistencia, enfoque y penetración que los mencionados fabricantes orientales.[cita requerida]
Meinl posee gamas de platillos con aleaciones de bronce inusuales, como la B12 (12% estaño), la B10, y los modelos de gama alta con aleación B8 (utilizados generalmente en las series para principiantes) en lugar de la tradicional B20. Incluso en una época experimentaron con la aleación nickelsilver para series antiguas como la Sterling. Otros fabricantes contaron con modelos profesionales en B8, como Paiste y su serie 2002, pero de una manera poco recurrente y con mayor prioridad hacia las aleaciones tradicionales. 
Series actuales de platillos
- Mb20: Platillos de gama alta profesionales, hechos en B20. Estos platillos combinan musicalidad y el volumen en una gama de modelos pesados mediano y peso pesado para una máxima proyección.
- Byzance (Traditional, Vintage, Jazz, Extra Dry, Dark y Brillant): Platillos de gama alta profesionales, hechos en B20. Sus superficies martilladas y torneadas, sonidos cálidos y selección de los modelos pueden ser muy tradicional, pero estos platillos son la mejor opción cuando se trata de versatilidad.
- M-Series (Traditional y Fusión): Platillos de gama alta profesionales, hechos en B20.  Combina tradicional con la tecnología moderna, lo que resulta en respuestas claras de gama media. Excelente para el rock, el pop y r & b, donde una claridad y coherencia de cada golpe es lo que necesita. M-Series tradicional es un concepto moderno, construido en los sonidos tradicionales.
- Soundcaster (Custom y Fusión): Platillos de gama alta semi-profesionales, hechos en B12. Esta gama es una fusión de dos superficies y sonidos de juego diferentes. Su micro martillazos y superficie semi-torneado les da un sustain y un sonido de gama media más corta ligeramente más oscuro. La versatilidad de Soundcaster fusión le permite excavar en, ser escuchado y jugar casi cualquier estilo de música.
- Mb10: Platillos de gama alta semi-profesional, hechos en B10. Formado por martilleo computarizado y pulida con un acabado brillante, Mb10 es extremadamente duradero y responde con un brillo vítreo que corta con la agresión.
- Classics (Classic, Custom y Custom extreme metal series): Platillos de gama alta semi-profesionales, hechos en B10 y los tradicionales en B8.  Suponen un aporte fuerte y brillante que le consigue escuchado claramente en todos los estilos de música. Diseñado para cortar por encima del rugido de las guitarras, estos platillos hacen la mayor parte del trabajo por usted, por lo que no tienen que tocar tan duro para ser escuchado.
- Mb8: Platillos de gama media alta, hechos en B8. Aleación B8 proporciona los sonidos más apretado, más tonal centrado y directos de nuestros cuatro bronces. Esto significa platillos MB8 suenan muy brillante, fuerte, firme y corte.
- Generation X: Platillos de gama media, hechos en diferentes tipos de aleaciones, incluyendo latón y bronce.  Esta variada colección de diseños ve y suena creativo, incluso una locura, pero tiene perfecto sentido si lo que quieres son sonidos únicos para crear su propia firma sónica.
- MCS: Platillos de gama media, hechos en B8. La precisión hecha a mano de bronce de nivel profesional, estos platillos le dan la corte que necesita. Lo mejor de todo, que permitirá añadir sonidos graves para su puesta en marcha sin un precio serio.
- HCS: Platillos de gama baja, hechos en brass, aleación bronce con latón. A pesar de ser gama baja, por su aspecto, gran respuesta , gran durabilidad a precios muy realistas, han sido mejor recibidos, que líneas más altas, como MCS e incluso Mb8. Nos especializamos en la elaboración de platillos de muchos tipos de metal, por lo que se puede jugar todo tipo de pop o rock con HCS y su sonido será cálido.[1]

Series descontinuadas
- BCS
- Laser
- Meteor
- Live Sound
- Amun
- Raker
- Profile
- Headliner
- Marathon
- Sterling
- Lightning

Meinl ha lanzado numerosos rides y hi hats personalizados tales como:
- Benny Greb's 12"/14" Generation-X Trash Hat
- Thomas Lang's 13", and 14" Byzance Brilliant Fast Hat

Jason Bittner's 20" Mb 10 Bell Blast Ride
Chris Adler's 24" Mb 20 Pure Metal Ride